# Байо, Жан-Пьер
Жан-Пьер Байо (фр. Jean-Pierre Baillod; 1771—1853) — французский военный деятель, генерал-лейтенант (1826 год), барон (1809 год), участник революционных и наполеоновских войн. Имя генерала выбито на Триумфальной арке в Париже.

## Биография
Родился в семье землепашца Жозефа Байо (фр. Joseph Baillod; 1743—1805) и его супруги Жаклин Ределле (фр. Jacqueline Reydellet; 1742—1817). Образование получил в Колледже Белле.
Начал военную службу 22 сентября 1793 года солдатом 11-го батальона волонтёров департамента Эн. Через пять дней, 27 сентября 1793 года был избран капитаном и командиром 7-й роты. Служил в составе 3-й дивизии генерала Пуже Альпийской армии генерала Келлермана. Принимал участие в наведении порядка в Лионе после изгнания федералистов. В декабре 1794 года переведён в Итальянскую армию. 22 сентября 1795 года помощник полковника штаба Детабанрата в Армии Восточных Пиренеев, затем в 8-м военном округе. 26 сентября 1796 года определён в штаб Итальянской армии и принимал участие в кампаниях 1796-99 годов.
31 января 1800 года произведён в командиры батальона. 20 января 1802 года возвратился к службе в 22-й лёгкой полубригаде полковника Гоге. 1 февраля 1804 года переведён в пехотную дивизию Сент-Илера в лагере в Сент-Омере генерала Сульта. С 29 августа 1805 года в составе 4-го корпуса Великой Армии. Принимал участие в кампаниях 1805-07 годов, отличился в сражении при Аустерлице, где потерял лошадь, убитую под ним. 8 февраля 1807 года был ранен пулей в пах в сражении при Эйлау. 4 марта 1807 года произведён в полковники штаба и был назначен начальником штаба дивизии Сент-Илера, сражался при Гейльсберге. Участвовал в Австрийской кампании 1809 года. 22 мая 1809 года ранен в сражении при Эсслинге. В феврале 1810 года возвратился во Францию. 2 марта 1810 года дивизия была расформирована. 20 августа 1810 года занял пост начальника штаба 14-го военного округа.
6 августа 1811 года получил звание бригадного генерала. С 1811 по 1812 год командовал департаментом Манш. В 1812 году переведён в Булонский военный лагерь. 31 марта 1813 года занял пост начальника штаба 5-го армейского корпуса генерала Лористона. Принимал участие в Саксонской кампании. 13 октября 1813 года отличился в бою при Горне, где под ним убита лошадь. 18 октября 1813 года ранен осколками в нижнюю челюсть в сражении при Лейпциге. 25 декабря 1813 года назначен начальником штаба 2-го армейского корпуса маршала Виктора, но из-за последствий ранения не смог приступить к своим обязанностям и 12 января 1814 года возвратился на пост командующий департаментом Манш.
При первой Реставрации определён на половинное жалование. Во время «Ста дней» присоединился к Императору и 24 марта 1815 года был назначен начальником штаба 14-го и 15-го военных округов под общим командованием дивизионного генерала Лемаруа. После второй Реставрации оставался без служебного назначения. 1 ноября 1826 года произведён в генерал-лейтенанты. Кандидат на выборах 1827 года, он был направлен в Палату депутатов в 1830 году и с 1831 по 1834 годы, а затем стал членом Генерального совета Манша. 5 октября 1833 года вышел в отставку. Умер 1 марта 1853 года в Сен-Жермэн-де-Турнебю, где и был похоронен.

## Воинские звания
- Солдат (22 сентября 1793 года);
- Капитан (27 сентября 1793 года);
- Командир батальона (31 января 1800 года);
- Полковник штаба (4 марта 1807 года);
- Бригадный генерал (6 августа 1811 года);
- Генерал-лейтенант (1 ноября 1826 года).

## Титулы

Герб барона

- Барон Байо и Империи (фр. baron Baillod et de l'Empire; декрет от 19 марта 1808 года, патент подтверждён 23 мая 1809 года, Эберсберг)[1][2].

## Награды
Легионер ордена Почётного легиона (14 июня 1804 года)
 Офицер ордена Почётного легиона (11 июля 1807 года)
 Коммандан ордена Почётного легиона (23 апреля 1809 года)
 Кавалер ордена Железной короны (30 сентября 1813 года)
 Кавалер Военного ордена Святого Людовика (1 января 1815 года)